# Section (Alabama)
Section es un pueblo ubicado en el condado de Jackson en el estado estadounidense de Alabama. En el censo de 2000, su población era de 769.

## Demografía
En el 2000 la renta per cápita promedia del hogar era de $ 31.500$, y el ingreso promedio para una familia era de 37.115$. El ingreso per cápita para la localidad era de 17.036$. Los hombres tenían un ingreso per cápita de 29.205$ contra 20.781$ para las mujeres.

## Geografía
Section está situado en 34°34′41″N 85°59′17″O / 34.57806, -85.98806 (34.578155, -85.988114)
Según la Oficina del Censo de los EE. UU., la ciudad tiene un área total de 4.58 millas cuadradas (11.87 km²).